# František Bartoš (Komponist)
František Bartoš (* 13. Juni 1905 in Brněnec; † 21. Mai 1973 in Prag) war ein tschechischer Komponist.
Er studierte von 1921 bis 1928 am Prager Konservatorium bei Josef Bohuslav Foerster, Karel Boleslav Jirák und Jaroslav Křička. Bis 1931 unterrichtete er hier, danach lebte er als freier Komponist. Bartoš komponierte unter anderem eine Orchestersuite und ein Melodram, Kammermusik, Klavierstücke, Lieder und Bühnenmusik. Daneben veröffentlichte er Publikationen zur Musikgeschichte.